# Meleaba comprimaria
Meleaba comprimaria är en fjärilsart som beskrevs av Charles Andreas Geyer 1827/41. Meleaba comprimaria ingår i släktet Meleaba och familjen Uraniidae. Inga underarter finns listade i Catalogue of Life.